# Nuriro号
Nuriro号，或称Nooriro号（韓語：누리로）是韩国铁道公社的准高速铁路客车之一，于2009年6月1日开始在京釜線和長項線营运，2010年3月31日开始在忠北線营运，目前則行駛於京釜線、嶺東線和東海線部分路段。

## 概况
2003年韓國铁道公社決定在2020年前用电力动车组取代所有無窮花號客車的計劃，因此有之后200000系电力动车组的生產计划。2008年12月15日长项線电气化后，韩国铁道公社开始在首尔-新昌区间开行无穷花号列车。2009年200000系列车开始交付，6月1日以200000系列车担当的Nuriro號开始替代长项線的无穷花号列车，票价与无穷花号相同。2010年3月31日又开通了中央線首尔-堤川区间运行方式，而原有的无穷花号列车则在2015年取代新村號运行的線路。另外，在ITX-青春出现前，列车也一度于2010年12月25日至2012年2月28日在京春線运行过。
由于韩国铁道公社后续未再引入200000系列车，以Nuriro号取代无穷花号的设想未能实现，Nuriro号目前主要在江原道、庆尚地区地方線路使用。

## 车辆
Nuriro号使用200000系列车，此列车为4节编组，共8组，运营速度150km/h。由日本日立制作所和韓國SLS重工业负责，参考JR西日本683系電力動車組生产，内部参考了无穷花号客車与683系電力動車組。

## 现时运行区
- 東海線：東大邱站 - 太和江站、東大邱站 - 江陵站 (经过大邱線)

- 嶺東線：东海站 - 江陵站

## 過去运行区间
- 京釜線、長項線：首尔 -  新昌
  - 首尔 - 龙山 - 永登浦 - 安養 - 水原 - 烏山 - 西井里 - 平泽 - 成欢 - 天安 - 牙山 - 温阳温泉 - 新昌

- 京釜線、忠北線：首尔 -堤川
  - 首尔 - 永登浦 - 安養 - 水原 - 烏山 - 平泽 - 成欢 - 天安 - 全义 - 五松 - 清州 - 梧根场 - 清州机场 - 曾坪 - 阴城 - 周德 - 忠州 - 凤阳 - 堤川

- 京釜線、忠北線：大田 -堤川
  - 大田 - 新滩津 - 芙江 - 鸟致院 - 五松 - 清州 - 梧根场 - 清州机场 - 曾坪 - 阴城 - 周德 - 忠州 - 凤阳 - 堤川

- 京釜線、湖南線、光州線：龙山 - 光州
  - 龙山 - 永登浦 - 安養 - 水原 - 烏山 - 平泽 - 成欢 - 天安 - 乌致院 - 芙江 - 新滩津 - 西大田 - 鸡龙 - 连山 - 论山 - 江景 - 咸悦 - 益山 - 金堤 - 新泰仁 - 井邑 - 白羊寺 - 长城 - 極乐江 - 光州

- 中央線：清涼里 - 安東
  - 清涼里 - 德沼 - 楊平 - 龍門 - 砥平 - 石佛 - 日新 - 梅谷 - 楊東 - 三山 - 西原州 - 原州 - 鳳陽 - 堤川 - 丹陽 - 豐基 - 榮州 - 安東

- 嶺東線：榮州 - 東海
  - 榮州 - 奉化 - 春陽 - 林基 - 縣洞 - 汾川 - 兩元 - 承富 - 石浦 - 鐵岩 - 東栢山 - 道溪 - 東海

- 京釜線：東大邱站 - 釜山站
  - 東大邱 - 慶山 - 清道 - 密陽 - 龜浦 - 釜山

## 特别班次
在2012年5月12日至8月12日丽水世界博览会举办期间，韩国铁道公社曾开通如下临时路線：
- 京釜線：首尔-大田、首尔-东大邱
- 京釜線、湖南線：龙山-光州松汀
- 京釜線、湖南線、全羅線：龙山-丽水EXPO